# Unione Sportiva Malo
L'Unione Sportiva Malo è la principale società calcistica di Malo in Provincia di Vicenza fondata nel 1908.

## Storia
È stata fondata nel 1908 e ha al suo attivo due campionati di Serie C e cinque di Serie D. Attualmente milita in Promozione.

## Palmarès

### Competizioni regionali
- Prima Divisione: 1

1955-1956 (girone B)
- Promozione: 1

1997-1998 (girone B)
- Prima Categoria: 3

1968-1969 (girone A), 1988-1989 (girone B), 2021-2022 (girone C)
- Seconda Categoria: 2

1962-1963 (girone C), 1963-1964 (girone C)

## Statistiche

### Partecipazioni ai campionati nazionali
| Categoria | Partecipazioni | Debutto   | Ultima stagione |
| --------- | -------------- | --------- | --------------- |
| Serie C   | 2              | 1946-1947 | 1947-1948       |
| Serie D   | 5              | 1969-1970 | 1973-1974       |